# Natalija Gonczarowa
Natalija Siergiejewna Gonczarowa (ros. Наталия Сергеевна Гончарова, ur. 21 czerwca?/3 lipca 1881, zm. 17 października 1962) – malarka rosyjska.

## Życiorys
Pochodziła z inteligenckiej rodziny, urodziła się we wsi w obwodzie tulskim. Studiowała sztukę w Moskwie, gdzie przystąpiła do rosyjskiej awangardy artystycznej. Podczas swojej wczesnej kariery artystycznej malowała obrazy w wielu różnych stylach, od postimpresjonizmu, przez prymitywistycznie traktowane tematy chłopskie i dzieła religijne inspirowane ikonami, po kubizm i kubofuturyzm. W 1913 na wystawie retrospektywnej wystawiła prawie 800 prac.
Od 1900 roku związała się z awangardowym malarzem Michaiłem Łarionowem, z którym uczestniczyła aktywnie w życiu moskiewskiej awangardowej bohemy artystycznej (i którego w końcu poślubiła w 1955 roku). Razem z Łarionowem założyli krótkotrwałe ugrupowanie artystyczne "Ośli Ogon" (Ослиный хвост) i w 1913 wymyślili własny kierunek w malarstwie – "promienizm" (łuczyzm). Gonczarowa zaprojektowała także kostiumy i scenografię do baletu "Złoty Kogucik", wystawianego we Francji przez Balety Rosyjskie Diagilewa. Wystąpiła w filmie Dramat w kabarecie futurystycznym nr 13.
W 1915 razem z Łarionowem wyemigrowała do Francji, gdzie następnie przebywała do końca życia. Zmarła w Paryżu w 1962.